# Masahiro Nonaka
Masahiro Nonaka (野中 政宏, Nonaka Masahiro, nascido em 15 de outubro de 1968, em Hiroshima, Japão) é um seiyū japonês afiliado à Vozator Voice Production. Nonaka se tornou excessivamente famoso ao emprestar a voz para Kyo Kusanagi, como também os clones do Kyo, o  Kyo-1 e Kyo-2, no jogo de luta The King of Fighters. Nonaka também foi dublador de outro personagem da SNK chamado Basara nas franquias Samurai Shodown.
Nonaka fez várias aparições em eventos no Japão, incluindo shows ao vivo da Neo Geo DJ Station e aparições promocionais para vários jogos da SNK. Ele também apareceu no programa de rádio japonês Game Dra Night, apresentado por Kyōko Hikami e Takehito Koyasu (coincidentemente, Koyasu é a voz do aluno de Kyo, Shingo Yabuki, na série The King of Fighters ). Como Kyo, ele também participa como membro da banda de imagem de personagem da SNK, Band of Fighters .

### Videojogos
- The King of Fighters '94 (25 de agosto de 1994) – Kyo Kusanagi[1]
- The King of Fighters '95 (25 de julho de 1995) – Kyo Kusanagi[1]
- Samurai Shodown III (15 de novembro de 1995) – Basara[2]
- The King of Fighters '96 (30 de julho de 1996) – Kyo Kusanagi[1]
- Samurai Shodown IV (25 de outubro de 1996) – Basara Kubikiri[2]
- The King of Fighters '96 Neo-Geo Collection (14 de fevereiro de 1997) – Kyo Kusanagi, Himself
- The King of Fighters '97 (28 de julho de 1997) – Kyo Kusanagi[1]
- The King of Fighters '98 (23 de julho de 1997) – Kyo Kusanagi[3]
- The King of Fighters: Kyo (27 de agosto de 1998) – Kyo Kusanagi[3]
- The King of Fighters '99 (22 de julho de 1999) – Kyo Kusanagi, Kyo-1, Kyo-2[3][4][5]
- The King of Fighters 2000 (26 de julho de 2000) – Kyo Kusanagi[3]
- Capcom vs. SNK: Millennium Fight 2000 (13 de agosto de 2000) – Kyo Kusanagi
- Capcom vs. SNK 2 (3 de agosto de 2001) – Kyo Kusanagi
- The King of Fighters 2001 (15 de novembro de 2001) – Kyo Kusanagi[3]
- The King of Fighters EX: Neo Blood (1 de janeiro de 2002) – Kyo Kusanagi
- The King of Fighters 2002 (10 de outubro de 2002) – Kyo Kusanagi[1]
- SNK vs. Capcom: SVC Chaos (24 de julho de 2003) – Kyo Kusanagi[3]
- Samurai Shodown V (10 de outubro de 2003) – Basara Kubikiri[2]
- The King of Fighters EX2: Howling Blood (11 de dezembro de 2003) – Kyo Kusanagi
- The King of Fighters 2003 (12 de dezembro de 2003) – Kyo Kusanagi[3]
- Samurai Shodown V Special (22 de abril de 2004) – Basara Kubikiri[2]
- The King of Fighters: Maximum Impact (12 de agosto de 2004) – Kyo Kusanagi[3]
- The King of Fighters Neowave (21 de julho de 2005) – Kyo Kusanagi
- NeoGeo Battle Coliseum (27 de julho de 2005) – Kyo Kusanagi[3]
- The King of Fighters XI (26 de outubro de 2005) – Kyo Kusanagi,[1] EX Kyo Kusanagi
- KOF: Maximum Impact 2 (27 de abril de 2006) – Kyo Kusanagi, Kyo Kusanagi Classic
- The King of Fighters XII (10 de abril de 2009) – Kyo Kusanagi[1]
- KOF Sky Stage (22 de janeiro de 2010) – Kyo Kusanagi[6]
- The King of Fighters XIII (14 de julho de 2010) – Kyo Kusanagi, NESTS Kyo
- Neo Geo Heroes: Ultimate Shooting (29 de julho de 2010) – Kyo Kusanagi[7]

## links externos
- Masahiro Nonaka  na enciclopédia do Anime News Network (em inglês)
- Masahiro Nonaka at MobyGames
- Masahiro Nonaka. no IMDb.
- Masahiro Nonaka at Arcade-History